# Pekiringan Ageng
Pekiringan Ageng is een bestuurslaag in het regentschap Pekalongan van de provincie Midden-Java, Indonesië. Pekiringan Ageng telt 1402 inwoners (volkstelling 2010).